# Noël Paymal Lerebours
Pour les articles homonymes, voir Paymal et Lerebours.
Noël Marie Paymal Lerebours, né à Paris le 16 février 1807 et mort à Neuilly-sur-Seine le 23 juillet 1873, est un opticien et daguerréotypiste français.

## Biographie

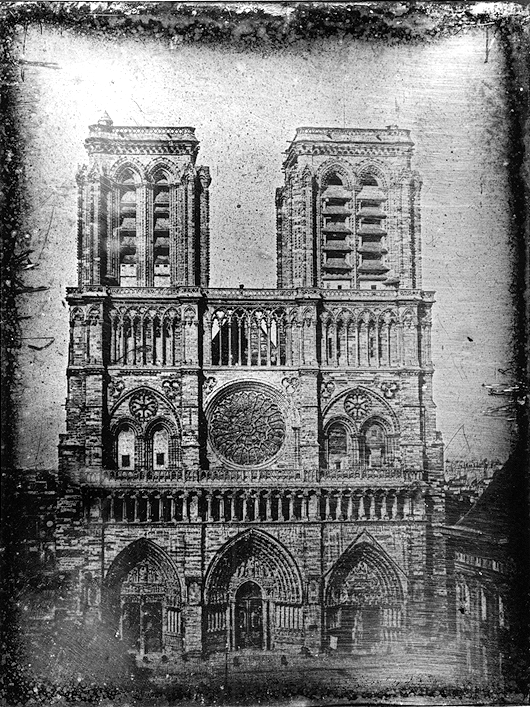
Un daguerréotype de Notre-Dame de Paris, pris au début des années 1840.

Noël Paymal naît de père inconnu. Sa mère, Marie Jeanne Françoise Paymal, couturière, travaille alors à Paris. Elle se marie avec l'opticien Noël-Jean Lerebours (1764-1840), qui adoptera son fils en 1836. Dans les années 1820, Noël Paymal participe aux travaux de son père pour la fabrication d' instruments d'optique. À la mort de son père, il reprend la boutique d'optique installée place du Pont-Neuf et s'associe avec Marc Secrétan en 1845. Tandis qu'ils produisent des lentilles et des lunettes très performantes pour les observatoires astronomiques, Lerebours s'intéresse également dans les années 1840-1850 à la pratique du daguerréotype, qu'il cherche à améliorer.
Il signale, dans une notice de 1842, qu'en seulement deux mois il a effectué 1500 portraits. Son atelier devient vite un des centres majeurs de réunion et d'innovation de la daguerréotypie parisienne. Il travaille notamment avec Hippolyte Fizeau et Marc Antoine Gaudin, avec qui il affirme avoir obtenu des prises de vue d'un dixième de seconde, temps exceptionnel pour l'époque. Les premiers instantanés sur plaque sont alors expérimentés, grâce aux procédés d'hypersensibilisation de Fizeau. Depuis son atelier furent également de superbes vues daguerréotypes panoramiques de la Seine, conservées aujourd'hui au musée Carnavalet.

## Principales publications
- Description des microscopes achromatiques simplifiés (1839)
- Excursions daguerriennes : vues et monuments les plus remarquables du globe (2 volumes, 1840-1844)
- Derniers perfectionnements apportés au daguerréotype, avec Marc Antoine Gaudin (1841)
- Traité de photographie, derniers perfectionnements apportés au daguerréotype (4e édition, 1843)
- Instruction pratique sur les microscopes, contenant la description des microscopes achromatiques simplifés (3e édition, 1846)
- De l'Emploi des lunettes pour la conservation de la vue (1861)

## Excursions daguerriennes
Aquatintes d'après des daguerréotypes, publiées par Noël Paymal Lerebours dans Excursions daguerriennes : vues et monuments les plus remarquables du globe en 1842. Ces images ont été créées par différents photographes et graveurs.

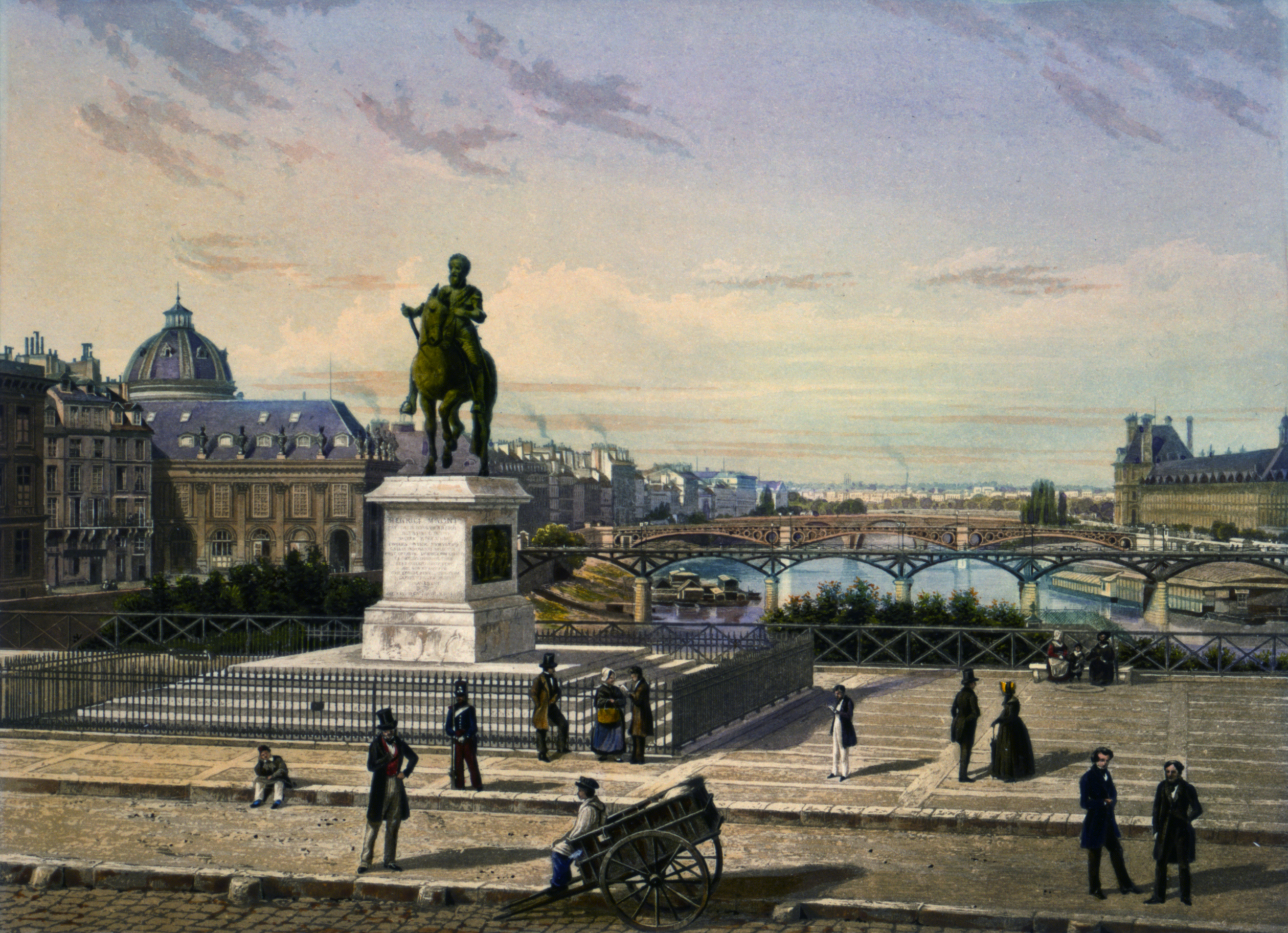
Vue prise du Pont Neuf à Paris
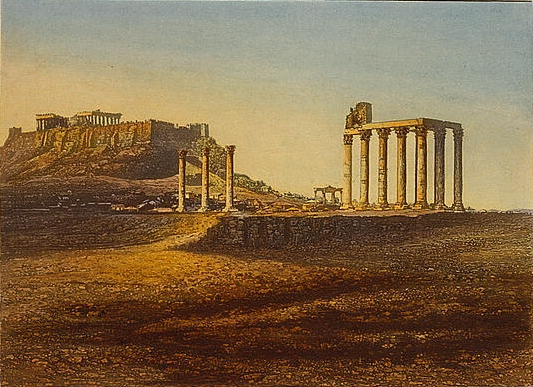
L'Acropole d'Athènes (gravure d'Appert, d'après un daguerréotype de Joly)
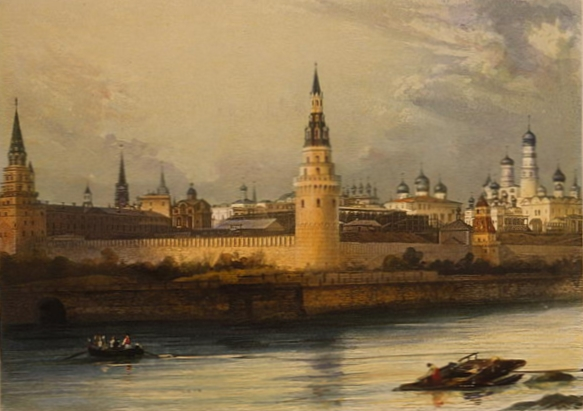
Vue du Kremlin de Moscou (gravure de Johann Hürlimann)
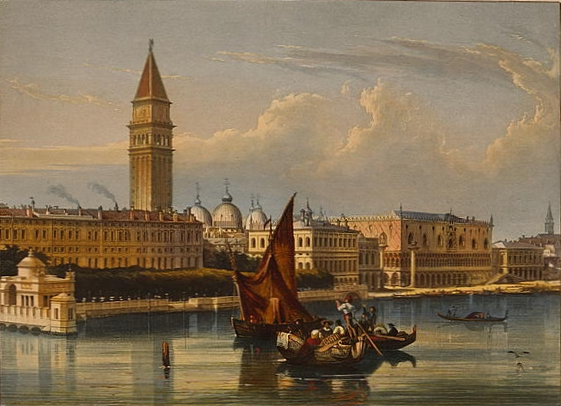
Vue prise de l'entrée du Grand Canal de Venise
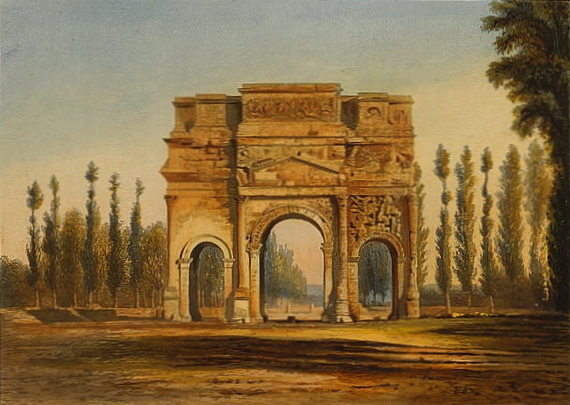
L'arc de triomphe d'Orange
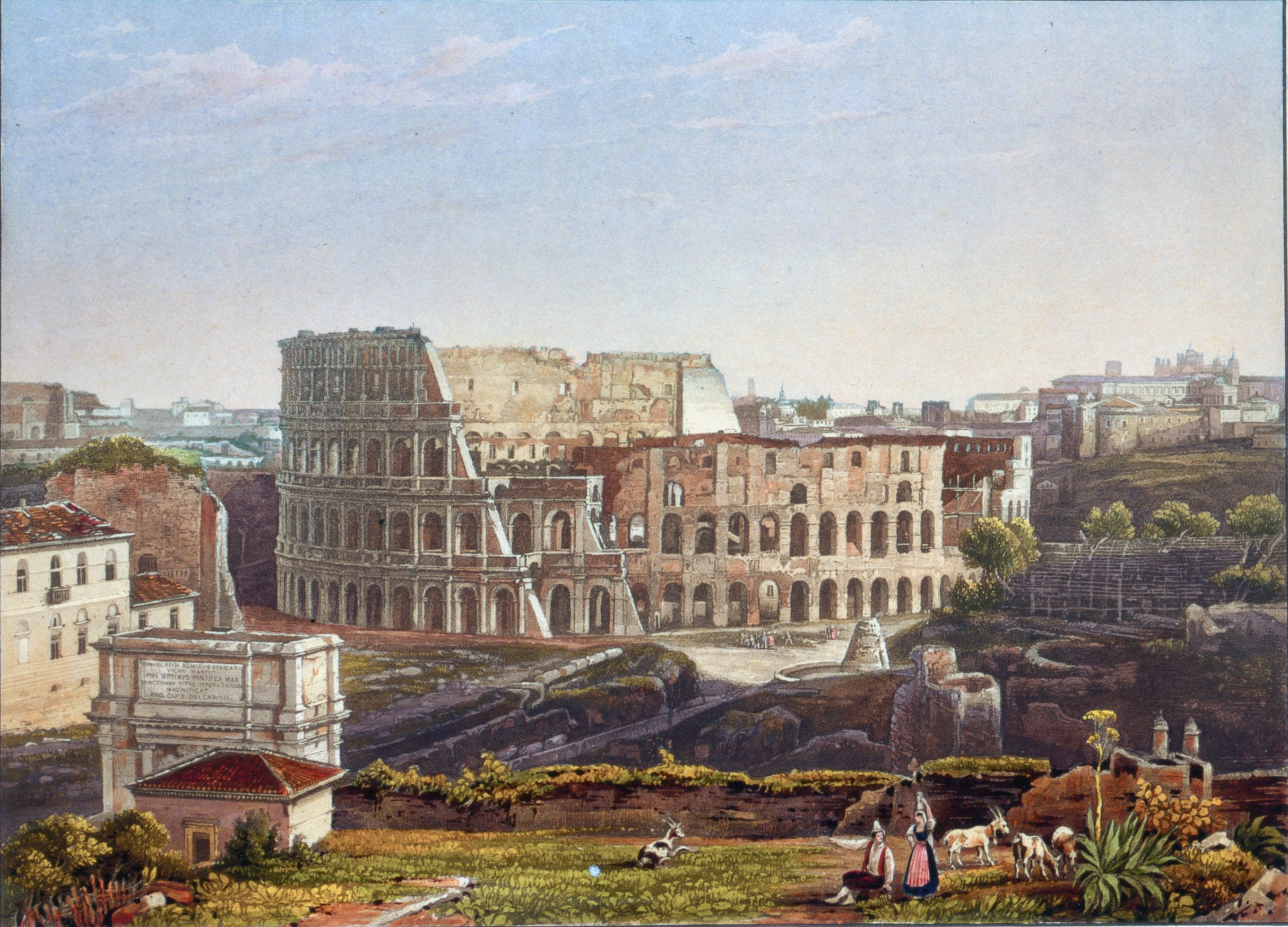
Le Colisée de Rome